# Купальні Роффе
Купальні Роффе — архітектурна пам'ятка місцевого значення на набережній Ялти, у дворі готелю «Франція».
До купальні прибудований парадний портал в мавританському стилі.
Під час Другої світової війни купальні вціліли, хоча будівля готелю «Франція» була зруйнована.
У 1975 р. будинок купалень перетворили на репетиційну базу ансамблю «Червона рута» і в студію  Софії Ротару, де вона записала багато зі своїх хітів.
У 1984 р, коли розпочалося будівництво концертного комплексу «Ювілейний», Софія Ротару разом з музичною громадськістю, змогла відстояти будівлю купалень Роффе, якій було уготовано сумну долю піти під знесення.
У 1991 р. в купальнях Роффе було проведено реставраційні роботи, в ході яких відновили холл і портал будівлі. Інша частина будинку був розібрана, оскільки не представляла архітектурної цінності. Софія Ротару брала безпосередню участь у відновленні цієї пам'ятки архітектури та інвестувала в це власні кошти.
З 1996 р. купальні Роффе мають статус пам'ятки місцевого значення. Нині тут міститься бутик-готель Софії Ротару «Вілла Софія».

## Ресурси Інтернету
- Ялтинська нерухомість Софії Ротару